# USS 지미 카터
USS 지미 카터 (SSN-23)는 미국 해군의 시울프급 잠수함의 마지막 3번함이다.

## 역사

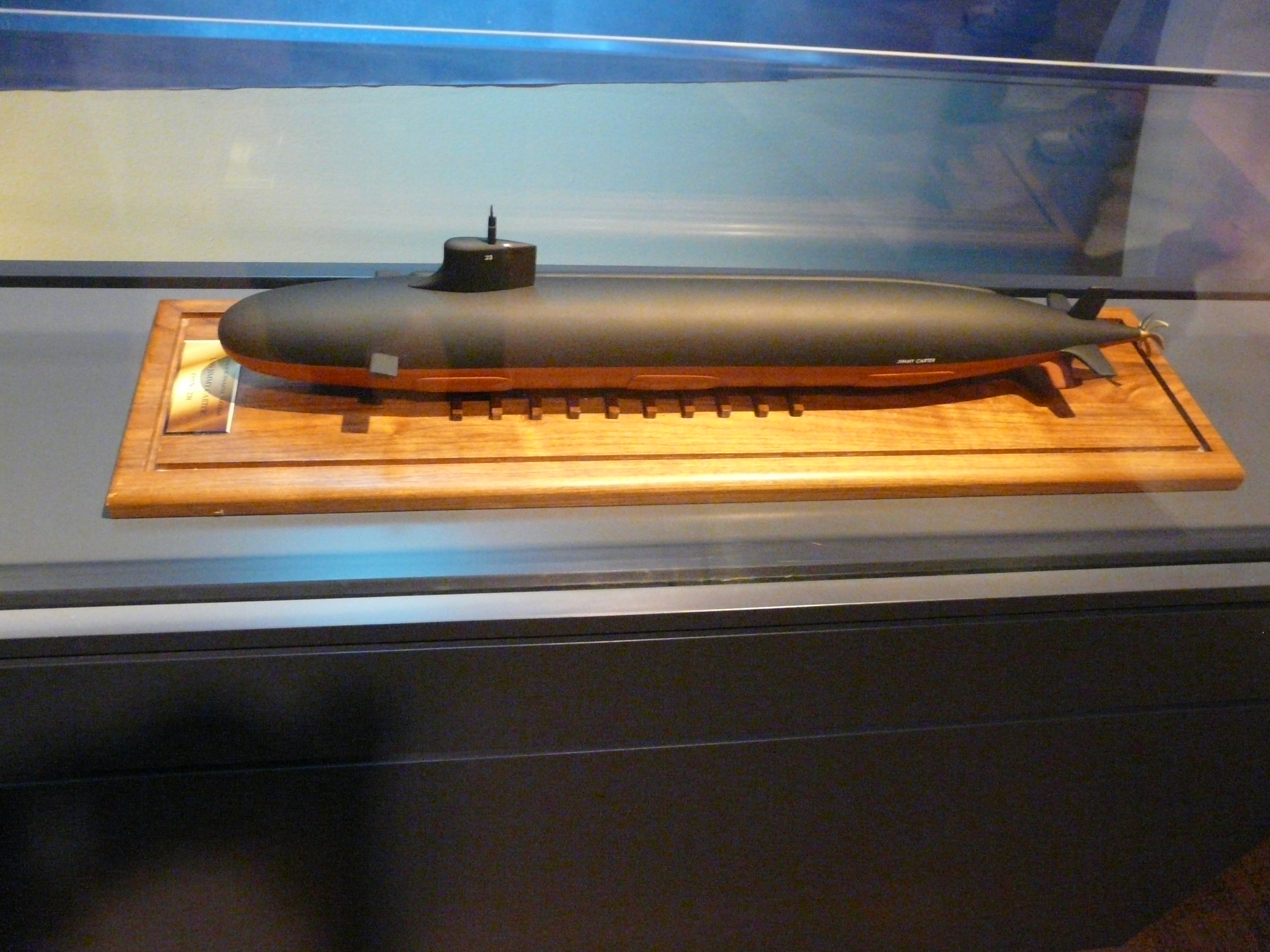
지미 카터 도서관에 전시된 지미 카터함의 모형

1998년 12월 5일 기공해 2004년 5월 13일 진수했다. 이후 미국 해군에 인도되어 2005년 2월 19일 취역했다. 지미 카터는 미국 민주당 출신의 제39대 미국 대통령이다.
경하 배수량 7,568톤, 만재배수량 12,139톤이며, 열출력 216 MWt의 S6W 원자로 1개를 탑재했다. 저소음 최대속도는 수중 20노트(37 km/h), 소음이 큰 최대속도는 35노트(65 km/h)이다. 모항인 워싱턴주 키쌉 해군기지에서 북한 동해안까지는 8300 km로서, 20노트 속도로 10일이면 도착한다.
건조비가 35억 달러(4조원)나 들었다. 시울프급 3척 중에서 가장 비싸다. 이전의 2척과 달리 네이비 실 특수부대와 ROV가 출입하는 2500톤 무게의 공간을 위해 잠수함 길이가 30 m나 늘어났다.
한국 노무현 정부 국방부는 지미 카터함처럼 SLBM 미탑재의 공격원잠(SSN) 1대 건조 비용을 1조 3000억원으로 추산했으며, 문재인 대통령은 공격원잠(SSN) 건조를 대선공약으로 당선되었다. 같은 공격원잠(SSN)이지만 지미 카터함은 4조원으로 3배나 비싸다.

## 졸리 로저
1914년 영국 해군의 전통으로서, 잠수함이 입항할 때 졸리 로저(해젓깃발)을 게양하면, 잠수함의 임무수행이 성공했다면서 자랑하는 의미이다. 함대 사령부로부터 무선통신으로 귀환시 졸리 로저 게양을 지시받는다.
2017년 4월과 2017년 9월 지미 카터함이 졸리 로저를 게양하고 모항인 워싱턴주 키쌉 해군 기지에 입항했다. 지미 카터호는 워싱턴주 기지를 출발해 러시아 잠수함의 활동이 활발한 북극과 러시아 태평양 함대 부근, 북한의 미사일 발사기지 , 중국 연안 등에서 작전한다.